# Принц Джордж, герцог Кембриджський
Джордж Вільям Фредерік Чарльз, герцог Кембриджський, граф Тіпперарі, барон Куллоден (англ. George William Frederik Charles, Duke of Cambridge; (26 березня 1819 , Ганновер  — 17 березня 1904 , Лондон ) — британський фельдмаршал. Член королівського дому Ганноверів: онук Георга III, син Адольфа Фредеріка, герцога Кембриджського та двоюрідний брат королеви Вікторії.

## Життя
Під час Кримської кампанії брав участь як дивізійний генерал у битвах на Альмі та при Інкермані. У липні 1856 року призначений командувачем британськими сухопутними військами і зробив ряд важливих реформ: дбав про організацію постійних таборів і про поліпшення озброєння військ, погодився скасувати в армії тілесних покарань і знищити купівлю офіцерських дипломів.
У 1887 році призначений головнокомандувачем британської армії. Командував британськими військами аж до 1895 року.

Помер 1904 року. Похований на кладовищі Кенсал-Грін у Лондоні.

## Родина
Перебував у морганатичному шлюбі з акторкою Сарою Фербразер і мав від неї трьох синів, що носили (як і вона сама) прізвище Фіцджордж; з його смертю титул герцога Кембридзького повернувся до корони (у 2011 році, тобто через 107 років, його отримав з нагоди свого одруження принц Вільям Уельський).

## Пам'ять
- У Лондоні йому встановлено пам'ятник.